# Дунаєвський Ісак Осипович
Іса́к (Ку́ни) О́сипович Дунає́вський (Іцхак-Бер бен Бецалель-Йосеф Дунаєвський) (нар. 18 (30) січня 1900, Лохвиця, Полтавська губернія, Російська імперія (нині Полтавська область, Україна) — 25 липня 1955, Москва, РРФСР, СРСР) — радянський композитор українського єврейського походження. Народний артист РРФСР (1955).

## Біографія
Син заможного службовця-єврея Цалі Дунаєвського. У 1918 році після закінчення гімназії, одночасно з навчанням у консерваторії, вступив до Харківського університету на юридичний факультет, бо вважав, що музикант повинен бути всебічно освіченою людиною. В університеті він навчався близько двох років і, лише після його реорганізації у 1920, остаточно вирішив пов'язати своє життя з музикою. Закінчив Харківську консерваторію (1919) за класом скрипки І. Ю. Ахрона; композицією займався в С. С. Богатирьова. Працював композитором і диригентом у харківських драматичних театрах. З 1924 жив у Москві, де керував музичною частиною Театру сатири.

Дунаєвський — один із творців радянської оперети, автор 12 творів у цьому жанрі. Серед його робіт — «Наречені» (рос. «Женихи») (пост. 1927), «Золота долина» (пост. 1937), що запам'ятала образи радянської молоді, і ін. Не відкидаючи традицій неовіденської оперети (Імре Кальман, Франц Легар), Дунаєвський прокладав нові шляхи, тісно зв'язавши оперету з радянською масовою піснею й народною творчістю. Композитор увів у свої твори великі ансамблі, розгорнуті фінали, оркестрові епізоди. В опереті «Вільний вітер» (рос. «Вольный ветер») (пост. 1947) Дунаєвський уперше в цьому жанрі відобразив тему боротьби за мир. Серед найкращих оперет Дунаєвського також «Син клоуна» (пост. 1950), «Біла акація» (пост. 1955).
Найяскравіше виявився талант Дунаєвського у музиці до фільмів: «Веселі хлоп'ята» (1934), «Три товариші» (1935), «Воротар» (1936), «Цирк» (1936; Сталінська премія, 1941), «Діти капітана Гранта» (1936), «Волга-Волга» (1938; Сталінська премія, 1941), «Світлий шлях» (1940), «Весна» (1947), «Кубанські козаки» (1950; Сталінська премія, 1951). Композитор став одним із творців радянської музичної кінокомедії, зробивши музику одним з головних компонентів драматургії фільму.

Дунаєвський за фортепіано

Найважливіший етап в історії радянської пісенної творчості — пісні Дунаєвського. Вони сповнені оптимізму й віри в життя. Його «Пісня про Батьківщину» (з фільму «Цирк»; текст В. І. Лебедєв-Кумачу) стала позивними Центрального радіо.
Стиль Дунаєвського склався на основі міської пісенної й інструментальної побутової музики, а також тісно пов'язаний з оперетою й джазом. Композитор створив новий тип масової пісні. Це пісні-марші: («Марш весёлых ребят», «Песня о Каховке», «Спортивный марш», «Песня о весёлом ветре», «Марш энтузиастов»), характерною рисою яких є динаміка пружних ритмів, загальний мажорний колорит. Стилістично близькі до них пісні «Дороги-дороги», «Дорожная песня». Ліричні пісні Дунаєвського в ряді випадків споріднені з жанром лірико-побутового романсу (пісні з фільмів «Воротар», «Шукачі щастя», «Волга-Волга» й ін.). Пісня «Летите, голуби» у ліричній формі виразила прагнення людей перепинити шлях загарбницьким війнам. Дунаєвському належать пісні-вальси («Вечер вальса», «Школьный вальс», «Молчание», «Не забывай»), пісня «„Эх, хорошо в стране советской жить!“». Він також автор балетів і музики до драматичних спектаклів.
Творчість Дунаєвського вплинула на багатьох радянських композиторів. Дунаєвський — депутат Верховної Ради РРФСР 1-го скликання. Нагороджений 2 орденами, а також медалями. Помер 25 липня 1955 року в 11-й годині ранку від спазму серця.

## Список творів
| - «І нашим, і вашим» (1924) - «Наречені» (1927) - «Солом'яний капелюшок» (1927) - «Ножі» (1928) - «Полярні пристрасті» (1929) - «Мільйон мук» (1932) - «Золота долина» (1937) - «Дороги до щастя» (1940) - « Вільний вітер» (1947) - «Син клоуна» (1950) - « Біла акація» (1955) (незакінчена). - «Відпочинок фавна» (1924) - «Мурзілка» (1924) - «Наречена і автомат» (1934) - «Джеккі — 14-річний матрос» Написав музику до 30 спектаклів: - «Тартюф» (Мольєр) - «Весілля Фігаро» (Бомарше) - «Принцеса Турандот» (Гоцци) - 1933 — «Перший взвод» - 1934 — «Двічі народжений» - 1934 — «Веселі хлоп'ята» - 1934 — «Золоті вогні» - 1935 — «Шлях корабля» - 1935 — «Три товариші» - 1936 — «Воротар» - 1936 — «Дівчина поспішає на побачення» - 1936 — «Діти капітана Гранта» - 1936 — «Шукачі щастя» - 1936 — «Концерт Бетховена» - 1936 — «Цирк» (Сталінська премія першого ступеня, 1941) - 1937 — «Теремок» - 1937 — «Дочка Батьківщини» - 1937 — «Наш цирк» (короткометражний) |  | - 1938 — «Багата наречена» - 1938 — «Волга-Волга» (Сталінська премія першого ступеня, 1941) - 1939 — «Юність командирів» - 1940 — «Концерт на екрані» - 1940 — «Моя любов» - 1940 — «Світлий шлях» - 1947 — «Весна» - 1947 — «Новий дім» - 1949 — «Кубанські козаки» (Сталінська премія другого ступеня, 1950) - 1949 — «Марійчин концерт» - 1954 — «Запасний гравець» - 1954 — «Випробування вірності» - 1957 — «Біла акація» - 1961 — «Вільний вітер» - 1972 — «Тільки ти» - 1983 — «Вільний вітер» - 1986 — «У пошуках капітана Гранта» Ісаак Дунаевский є автором музики більш як 100 пісень: - «Моя Москва» («Дорогая моя столица»), що стала 1995 року офіційним Гімном Москви - «Песня о Родине» (із фільму «Цирк»; текст В. И. Лебедева-Кумача) - «Эх, хорошо в стране советской жить!» - «Марш весёлых ребят»'' (із фільму «Весёлые ребята») - «Песня о Каховке» - «Спортивный марш» - «Песня о весёлом ветре»'' (із фільму «Дети капитана Гранта») - «Ой, цветёт калина» - «Каким ты был» - «Бывайте здоровы, живите богато» - «Марш энтузиастов» - «Пути-дороги» - «Дорожная песня» - «Летите, голуби» - «Вечер вальса» - «Школьный вальс» - «Молчание» - «Не забывай» - «Заздравная» |

## Пам'ять
- Вулиця ім. Дунаевського (Дніпро)
- Дитяча школа мистецтв № 5 ім. І. О. Дунаевського (Україна, Харків)
- Дитяча музична школа ім. І. О. Дунаєвського (Україна, Лохвиця)